# Rafał Brzoska
Rafał Brzoska (* 13. listopadu 1977) je polský podnikatel. Založil a vede firmu InPost S.A. známou svými Paczkomaty (obdobné např. Alzaboxům).

## Život
Studoval na Ekonomické univerzitě v Krakově.
Od roku 2019 je podruhé ženatý (jeho ženou je novinářka polsko-ghanského původu Omenaa Mensah), mají spolu syna a další děti z předchozích vztahů. V roce 2025 inicioval na výzvu Donalda Tuska projekt SprawdzaMY.